# توم كومبتون
توم كومبتون (بالإنجليزية: Tom Compton)‏ هو لاعب كرة قدم أمريكية أمريكي، ولد في 10 مايو 1989 في روسيماونت في الولايات المتحدة.

## وصلات خارجية
- توم كومبتون على موقع إي إس بي إن.كوم (أن.أف.أل)3
- توم كومبتون على موقع مرجع كرة القدم المحترفة.كوم (الإنجليزية)